# Wereldgeschiedenis
Wereldgeschiedenis of globale geschiedenis is de studie naar het ontstaan, de groei en de veranderingen van samenlevingen en beschavingen in de geschiedenis van de wereld. Hierbij worden patronen met elkaar vergeleken en de effecten van de onderlinge interactie bestudeerd. Vooral vanaf 1980 nam deze nieuwe studierichting een hoge vlucht.
Vanaf 1960 groeide het besef van de beperkingen van de introspectieve, eurocentristische, nationale en universele geschiedenis. Om patronen te kunnen herkennen, moesten samenlevingen niet afzonderlijk bestudeerd worden, maar vooral de onderlinge wisselwerking. Afzonderlijk daarvan groeide de interesse voor het effect op de geschiedenis door veranderingen van geologie, klimaat en energiestromen en ecologische processen als verspreiding van ziektes, planten en dieren.
In de breedste vorm, big history, wordt de geschiedenis vanaf de oerknal beschreven.